# روکو ساباتو
روکو ساباتو (انگلیسی: Rocco Sabato؛ زادهٔ ۱۹ آوریل ۱۹۸۲) بازیکن فوتبال اهل ایتالیا است.
از باشگاه‌هایی که در آن بازی کرده‌است می‌توان به باشگاه فوتبال سورنتو کالچو، باشگاه فوتبال کوزنتسا کالچو، باشگاه فوتبال کاتانیا، باشگاه فوتبال کالیاری، باشگاه فوتبال تریستیانا، باشگاه فوتبال چزنا، باشگاه فوتبال امپولی، و باشگاه فوتبال پیزا اشاره کرد.